# اناتولی ترابرین
آناتولی ترابرین (روسی: Анатолий Пётрович Тарабрин؛ ۲۸ ژوئن ۱۹۳۵ – ۱۱ فوریهٔ ۲۰۰۸) قایقران روئینگ اهل اتحاد جماهیر شوروی سوسیالیستی بود.
وی در مسابقات کشوری و بین‌المللی در مجموع برندهٔ ۱ مدال نقره، ۱ مدال برنز شده‌است.